# Riu Medellín
El riu Medellín, anomenat riu Porce durant la major part del seu curs, és un riu que travessa la ciutat colombiana de Medellín i la seva àrea metropolitana. Durant molts anys una organització anomenada Mi Río va estar involucrada en projectes de neteja del riu.
Durant els primers 60 km, es coneix com el Medellín, i després es coneix com el Porce. És un afluent del riu Nechi, que desemboca al seu torn al riu Cauca.
Cada any, la il·luminació nadalenca de Medellín té lloc al riu Medellín.
El riu té la presa de Porce III, que es va acabar l'any 2011.